# Braunschweigischer Landtag

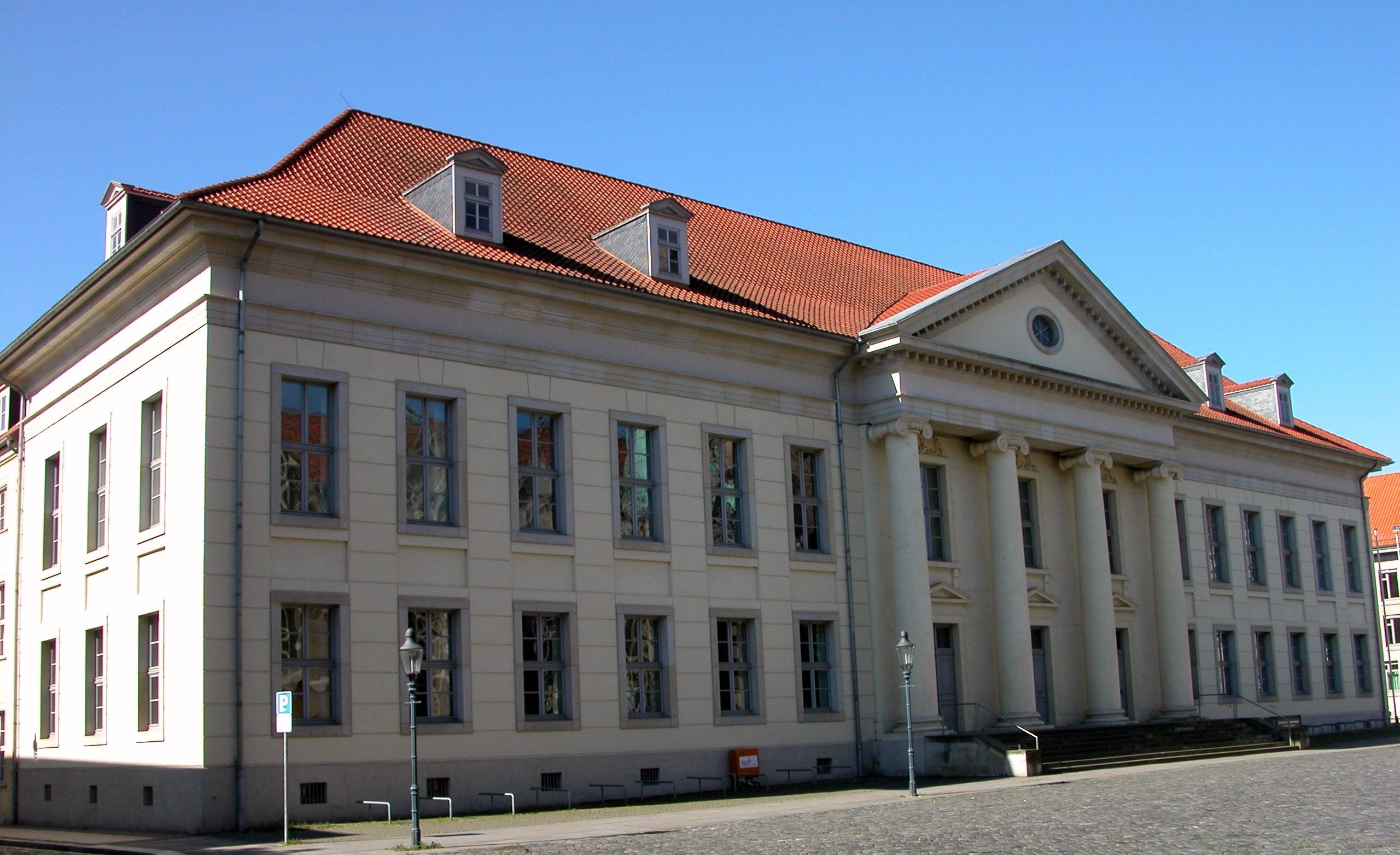
Das ehemalige Landschaftliche Haus in Braunschweig

Der Braunschweigische Landtag, auch als Braunschweigische Landschaft und im 19. Jahrhundert als Braunschweigische Landesversammlung bezeichnet, stellte das Braunschweigische Ständeparlament im Fürstentum Braunschweig-Wolfenbüttel und seit 1814 im Nachfolgestaat Herzogtum Braunschweig dar. Im 1918/22 begründeten Freistaat Braunschweig war der Landtag das Parlament der demokratisch gewählten Abgeordneten. Der im April 1933 von den Nationalsozialisten gleichgeschaltete Landtag wurde 1934 aufgelöst. Am 21. November 1946 wurde der letzte tagende Braunschweigische Landtag aufgelöst, nachdem das Land Braunschweig am 1. November im neu geschaffenen Land Niedersachsen aufgegangen war.

## Geschichte

### Ursprünge im Mittelalter
Die Vorrechte der Landstände im Herzogtum Braunschweig-Wolfenbüttel entwickelten sich in Form von Privilegien, die der welfische Landesherr gewährte. Der Grund zu einer landständischen Verfassung wurde bereits im Mittelalter gelegt. Während des 13. und 14. Jahrhunderts schlossen sich die Prälaten der Stifte und Klöster, die Ritter und die Städte des Herzogtums zu einer Art Genossenschaft zusammen, um gemeinsame Rechte gegenüber dem Landesfürsten zu verteidigen. Wichtigstes Recht der Stände war die Bewilligung von Abgaben und Steuern. Diese wurden den häufig verschuldeten Landesherren unter schriftlich fixierten Bedingungen, den Landesverträgen, zugestanden. Der Begriff Landschaft in der Bedeutung einer politischen Vereinigung der Prälaten, Ritter und Städte findet sich bereits 1488 in einem Reverse Herzog Wilhelms II. († 1503) an die Prälaten. Unter Herzog Heinrich dem Älteren († 1514) wurden die Landstände auch zur Gesetzgebung hinzugezogen. Neue Gesetze bedurften nun der Zustimmung durch die Stände. Der seit 1514 regierende Herzog Heinrich der Jüngere († 1568) rief 1530 die Landstände in Salzdahlum zusammen, um über die Verringerung seiner Schuldenlast zu verhandeln. In den drei ständischen Kurien waren 22 Stifte und Klöster, 66 Adelsherren, zehn Städte und drei Flecken vertreten. Zu letzteren zählten Alfeld, Bockenem, Braunschweig, Gandersheim, Helmstedt, Holzminden, Königslutter, Schöningen, Schöppenstedt, Seesen, Stadtoldendorf, Calvörde, Heinrichstadt und Lamspringe. Die Stände gewährten 1530 eine sechsjährige Steuer. In einem der folgenden Landtage wurde eine „Türkensteuer“ für das Reich verhandelt, nachdem die Türken 1529 erstmals Wien belagert hatten.
Im Zeitraum von 1568 bis 1807 sind 59 Landtage an neun verschiedenen Orten nachweisbar. Eine weitere Statistik zählt 55 Landtage für die Zeit von 1500 bis 1621. Zwischen 1585 und 1615 nahm die Stadt Braunschweig zur Demonstration ihrer Unabhängigkeit nicht an den landständischen Versammlungen teil. Die Stände traten jeweils für ein bis zwei Tage zusammen, was mit einem hohen Aufwand verbunden war. Zur Vereinfachung der Verhandlungen mit dem Herzog wurden bevollmächtigte Ausschüsse geschaffen. So ist für das Jahr 1505 ein „Ausschuss der Sechs“ belegt. In den 1580er Jahren wurden ein „Kleiner Ausschuss“ und ein „Großer Ausschuss“ der Landstände mit festen Aufgabenbereichen ins Leben gerufen.

### Absolutismus
Die Landstände traten 1682 zur Beratung über die Landesfinanzen zusammen. In der Folgezeit ersetzte das Schatzkollegium sowie der „Engere Ausschuss“ die Landschaft, so dass für mehr als 80 Jahre kein Landtag mehr einberufen wurde. Der folgende Landtag tagte erst wieder 1768, als durch ererbte Landesverschuldung und die verschwenderische Hofhaltung Herzog Karls I. († 1780) ein Staatsbankrott drohte. Dieser machte den Ständen erhebliche Zugeständnisse, woraufhin der „Landtagsabschied“ von 1770 eine kurzzeitige Linderung der Finanzkrise erbrachte. Die gestiegene politische Bedeutung des Landtags fand ihren Ausdruck im Neubau des 1793 bis 1798 durch Christian Gottlob Langwagen an der Martinikirche errichteten Landschaftlichen Hauses. Herzog Karl Wilhelm Ferdinand († 1806) übernahm die Hälfte der Baukosten. Der Herzog erließ am 1. Mai 1794 ein Schuldenedikt, wonach ohne Zustimmung der Landstände keine Anleihen aufgenommen werden durften. Dies wurde von den Zeitgenossen als Beginn einer konstitutionellen Ära gefeiert. Der letzte Landtag vor der napoleonischen Besatzung des Herzogtums tagte im Januar 1801.

### Napoleonische Besatzung 1806–1813
Der regierende Herzog Karl Wilhelm Ferdinand wurde 1806 in der Schlacht bei Jena und Auerstedt tödlich verwundet. Als Folge des sich daran anschließenden Friedens von Tilsit wurde das Fürstentum Braunschweig-Wolfenbüttel kampflos von den Franzosen besetzt und war vom Juli 1807 bis Oktober 1813 mit dem Département Oker Teil des neu gegründeten napoleonischen Königreiches Westphalen. Dieses verfügte auf Ebene des Départements über einen Départementrat und auf Ebene des Königreichs über die Reichsstände des Königreichs Westphalen als Parlament.

### Herzogtum Braunschweig 1814–1918

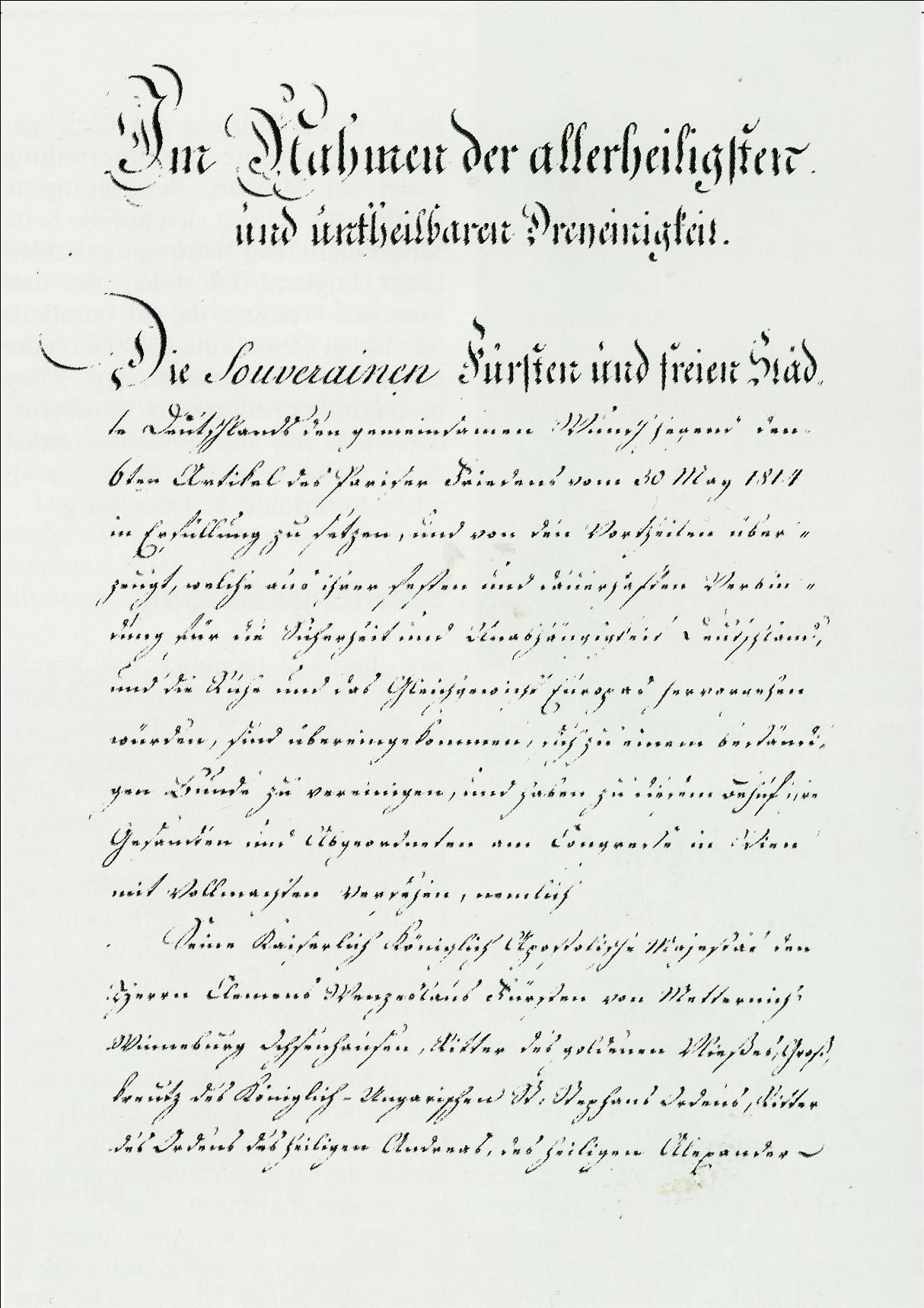
Bundesakte von 1815

Mit der Gründung des Deutschen Bundes hatten sich die Staaten in § 13 der Deutschen Bundesakte verpflichtet, landständige Verfassungen zu erlassen und dort Landtage vorzusehen. 
Am 12. Oktober 1819 traten die Landstände im Residenzschloss zur Beratung der Erneuerten Landschaftsordnung zusammen, die gemeinsam mit dem vormundschaftlich regierenden König Georg IV. vereinbart und am 25. April 1820 verabschiedet wurde. Der neue Landtag zählte 130 Abgeordnete. Erstmals waren die freien Bauern mit 20 Abgeordneten vertreten. Der faktisch seit 1826 regierende Herzog Karl II. erkannte die Erneuerte Landschaftsordnung nicht an, entmachtete die Stände und installierte eine Günstlingsherrschaft. Der wachsende Unmut der Bevölkerung eskalierte und führte im September 1830 zur Flucht Herzog Karls II. Infolge der Revolution trat Karls Bruder Wilhelm am 20. April 1831 offiziell die Regentschaft an. 
Am 30. September 1831 trat die Landschaft zur Beratung der Neuen Landschaftsordnung zusammen, die am 12. Oktober 1832 erlassen wurde. Mit diesem Braunschweigischen Staatsgrundgesetz wurde ein Ausgleich zwischen Herzog, Rittergutsbesitzern, städtischen Besitzbürgern und freien Bauern geschaffen. Mit dem steuerabhängigen Zensuswahlrecht war der Großteil der Bevölkerung jedoch von der Wahl ausgeschlossen. Die Abgeordnetenzahl des Landtags wurde von 130 auf 48 verringert. Seit 1833 führte der Holzmindener Advokat Karl Steinacker († 1847) die liberale Opposition im Landtag an, dessen Präsident er von 1842 bis 1846 war. Nach der Revolution von 1848/1849 auch in Braunschweig wurden die Landtagssitzungen öffentlich, wofür im Landschaftlichen Haus Zuhörertribünen eingebaut wurden.
Nach dem Tod des kinderlosen Herzogs Wilhelm 1884 wählte die Landesversammlung 1885 Albrecht von Preußen zum Regenten des Herzogtums.

#### Landtagspräsidenten
- Hans von Veltheim, 1837
- Karl Steinacker, 1842–1846
- August Hollandt († 1882), 1850–1851
- Franz Ernst Christian Schaper († 1852), 1852
- Heinrich Caspari († 1880)
- Karl Friedrich Hilmar von Veltheim († 1896), 1881–1896
- Wilhelm Pockels († 1904), 1898–1904
- Wilhelm Semler († 1929), 1904–1909
- Hugo Retemeyer († 1931)

### Weimarer Republik

#### Von der Novemberrevolution zur Staatsverfassung 1922
In der Endphase des Ersten Weltkrieges kam es auch in Braunschweig zu revolutionären Unruhen. Herzog Ernst August dankte am 8. November 1918 gegenüber dem örtlichen Arbeiter- und Soldatenrat unter Führung von August Merges ab. Am 10. November bewegte sich ein großer Demonstrationszug vom Schloss zum Landtag, wo eine Alleinregierung der USPD durch den Arbeiter- und Soldatenrat ausgerufen wurde. Die „Sozialistische Republik Braunschweig“ wurde proklamiert und zu ihrem ersten Präsidenten wurde auf Vorschlag des USPD-Politikers Sepp Oerter einstimmig August Merges gewählt. Der „Rat der Volkskommissare“ hingegen, mit Oerter als Vorsitzendem, übte die tatsächliche Regierungsgewalt aus. Dem Rat gehörten acht „Volkskommissare“ an, Minna Faßhauer (Volksbildung), Carl Eckardt (Arbeit), Gustav Gerecke (Ernährung), August Junke (Justiz), Michael Müller (Verkehr und Handel, am 28. Januar 1919 durch Rudolf Löhr abgelöst), Sepp Oerter (Inneres und Finanzen), Gustav Rosenthal (revolutionäre Verteidigung, am 28. Januar 1919 durch Herling abgelöst) und August Wesemeier (Stadt Braunschweig). Am 22. Dezember 1918 fand eine Landtagswahl nach neuem Wahlrecht statt. Die USPD erreichte 14 der 60 Sitze, die MSPD 17, der bürgerliche Landeswahlverband 16 und die liberale demokratische Volkspartei, später DDP, 13 Sitze. Der neue Landtag wurde am 10. Februar 1919 eröffnet. Der neu gewählte Landtagspräsident Jasper vertrat gegenüber dem Arbeiter- und Soldatenrat eine demokratische Gegenposition: In den Wahlen hat das Volk gesprochen, und mit dem Zusammentritt dieser Landesversammlung, der Vertretung des gesamten Volkes, ist die Macht auf die Vertretung des Volkes, auf die Landesversammlung übergegangen. Das Landtagsgebäude wurde am 19. Februar durch linksradikale Arbeitslose gestürmt. Seit dem 22. Februar 1919 regierte der „Rat der Volksbeauftragten“, eine Koalitionsregierung zwischen USPD und SPD, unter ihrem Präsidenten Oerter. Diese Regierung wurde am 17. April durch General Maercker abgesetzt, der die Stadt zur Abwendung eines Bürgerkriegs mit Freikorps-Truppen kampflos besetzt hatte. Am 30. April 1919 wählte der Landtag eine neue Regierung, die von dem SPD-Politiker Heinrich Jasper geführt wurde. Mit dem Inkrafttreten der Weimarer Reichsverfassung am 11. August 1919 wurde die Autonomie der Landesregierung eingeschränkt.
Nach der Landtagswahl vom 16. Mai 1920 wurde am 22. Juni vom Landtag ein neues Staatsministerium mit dem Vorsitzenden Sepp Oerter gewählt. Landesminister waren Gustav Steinbrecher (Arbeit), August Junke (Justiz) und Hans Sievers (Volksbildung), der am 25. November 1920 durch Otto Grotewohl ersetzt wurde. Am 22. Dezember 1921 wurde die neue braunschweigische Verfassung durch den Landtag angenommen, womit dessen Amtszeit beendet war. Die Verfassung trat am 6. Januar 1922 in Kraft.
Die Landtagswahl vom 22. Januar 1922 ergab eine sozialistische Mehrheit. Die Koalitionsregierung von USPD und MSPD wurde von August Junke (USPD) angeführt.

#### Aufstieg der NSDAP seit 1930
Bei den Landtagswahlen am 14. September 1930 erreichte die NSDAP 22,2 % der Stimmen. Obwohl die SPD 41 % erzielte, besaß die Linke keine Mehrheit mehr im Landtag. Ernst Zörner (NSDAP) wurde am 30. September mit 20 zu 17 Stimmen zum Landtagspräsidenten gewählt, mit der gleichen Mehrheit wurde am nächsten Tag eine neue Rechtsregierung gewählt. Die Bürgerliche Einheitsliste bestand aus DNVP, DVP, Zentrum und WP und bildete gemeinsam mit der NSDAP die Regierung mit Werner Küchenthal (DNVP) als Ministerpräsidenten und dem Nationalsozialisten Anton Franzen als Staatsminister für Inneres und Volksbildung.
Die NSDAP-Landespolitiker, darunter Klagges und Landtagspräsident Zörner, betrieben die Einbürgerung Adolf Hitlers, der als Staatenloser nicht für die Reichspräsidentenwahl 1932 hätte kandidieren dürfen. Am 26. Februar 1932 wurde Hitler als Sachbearbeiter für wirtschaftliche Fragen des Landes Braunschweig bei der Braunschweigischen Gesandtschaft in Berlin vereidigt, womit er gleichzeitig die deutsche Staatsangehörigkeit erhielt. Der Landtag stimmte nachträglich am 1. März 1932 der vom Staatsministerium für Inneres beantragten Regierungsratstelle zu.

#### Landtagswahlergebnisse 1918–1930
22. Dezember 1918 (60 Sitze): MSPD 27,7 % – 17 Sitze | Landeswahlverband (DVP, ZENTRUM, Welfen, DNVP u. a.) 26,2 % – 16 Sitze | USPD 24,3 % – 14 Sitze | DDP 21,8 % – 13 Sitze

Liste der Mitglieder des Landtages (Freistaat Braunschweig) (1. Wahlperiode)
16. Mai 1920 (60 Sitze): Landeswahlverband 37,3 % – 23 Sitze | USPD 37,3 % – 23 Sitze | MSPD 14,8 % – 9 Sitze | DDP 9,5 % – 5 Sitze | KPD 1,1 % – 0 Sitze

Liste der Mitglieder des Landtages (Freistaat Braunschweig) (2. Wahlperiode)
22. Januar 1922 (60 Sitze): Landeswahlverband 38,0 % – 23 Sitze | USPD 27,6 % – 17 Sitze | MSPD 19,8 % – 12 Sitze | DDP 10,7 % – 6 Sitze | KPD 4,0 % – 2 Sitze

Liste der Mitglieder des Landtages (Freistaat Braunschweig) (3. Wahlperiode)
7. Dezember 1924 (48 Sitze): SPD 37,4 % – 19 Sitze | DNVP 18,5 % – 10 Sitze | DVP 17,2 % – 9 Sitze | Wirtschaftliche Einheitsliste 8,3 % – 4 Sitze | DDP 5,3 % – 2 Sitze | KPD 4,5 % – 2 Sitze | NSFB 3,4 % – 1 Sitz | Welfen 3,2 % – 1 Sitz | ZENTRUM 1,6 % – 0 Sitze | USPD 0,6 % – 0 Sitze

Liste der Mitglieder des Landtages (Freistaat Braunschweig) (4. Wahlperiode)
27. November 1927 (48 Sitze): SPD 46,2 % – 24 Sitze | DVP 14,3 % – 8 Sitze | DNVP 9,4 % – 5 Sitze | Wirtschaftsverband des Mittelstandes 8,1 % – 4 Sitze | KPD 4,7 % – 2 Sitze | | DDP/Bauernbund 4,6 % – 2 Sitze | NSDAP 3,7 % – 1 Sitz | Volksrechtpartei 1,7 % – 0 Sitze | ZENTRUM 1,7 % – 0 Sitze | Welfen 1,2 % – 0 Sitze

Liste der Mitglieder des Landtages (Freistaat Braunschweig) (5. Wahlperiode)
14. September 1930 (40 Sitze): SPD 41,0 % – 17 Sitze | Bürgerliche Einheitsliste (DNVP, DVP, ZENTRUM u. a.) 26,0 % – 11 Sitze | NSDAP 22,9 % – 9 Sitze | KPD 6,8 % – 2 Sitze | DStP 3,0 % – 1 Sitz | Volksrechtpartei 0,8 % – 0 Sitze | Nationale Mitte 0,2 % – 0 Sitze
Liste der Mitglieder des Landtages (Freistaat Braunschweig) (6. Wahlperiode)

#### Landtagspräsidenten
- Heinrich Jasper, SPD, mehrere Amtszeiten
- Heinrich Wessel, DVP, drei Amtszeiten
- August Wesemeier, USPD, 1920–1922 und SPD, 1927–1930
- Ernst Zörner, NSDAP, 1930–1933[9]
- Kuno Rieke, SPD, 1930–1933[10]

### Zeit des Nationalsozialismus
Nach der nationalsozialistischen Machtergreifung vom 30. Januar 1933 begann am 15. März die sogenannte „Mandatsverzichtswelle“ im Land Braunschweig. Sozialdemokratische und kommunistische Landtagsabgeordnete wurden unter Androhung und teilweise Anwendung von Gewalt zur Unterzeichnung einer Erklärung gezwungen, mit der sie auf ihr Landtagsmandat verzichteten. Lediglich Heinrich Jasper unterschrieb trotz massiver Misshandlungen keine derartige Verzichtserklärung. Der Landesvorstand der DVP löste sich auf und der Landesvorstand der DNVP trat vollständig zur NSDAP über. Zur Landtagseröffnung am 29. April 1933 konnte Klagges somit Hitler telegrafisch einen rein nationalsozialistischen Landtag melden. Klagges wurde am 6. Mai 1933 zum braunschweigischen Ministerpräsidenten ernannt und behielt dieses Amt bis zu seiner Festnahme im April 1945. Der gleichgeschaltete Landtag wurde 1934 aufgelöst, nachdem mit dem Gesetz über den Neuaufbau des Reichs vom 30. Januar die Hoheitsrechte der Länder auf das Reich übergegangen waren. Während des Zweiten Weltkriegs wurde das Landtagsgebäude 1944 weitgehend zerstört.

### Auflösung nach dem Zweiten Weltkrieg
Zwischen dem 6. und 23. April 1945 wurde das Land Braunschweig von den Alliierten Truppen besetzt. Am 24. April ernannte die britische Militärregierung den ehemaligen SPD-Reichstagsabgeordneten Hubert Schlebusch zum Ministerpräsidenten des Landes Braunschweig. Die Militärregierung setzte weiterhin einen Ernannten Braunschweigischen Landtag zur Kontrolle der Braunschweigischen Landesregierung ein. Er bestand vom 21. Februar 1946 (erste Sitzung) bis zum 21. November 1946 (letzte Sitzung). Da das alte Landtagsgebäude ausgebrannt war, tagte es in der „Kant-Hochschule“ (heute Haus der Wissenschaft Braunschweig). Das Land Braunschweig ging am 1. November 1946 im neu geschaffenen Land Niedersachsen auf. Am 20. April 1947 erfolgten die ersten niedersächsischen Landtagswahlen.